# Delarbrea michieana
Delarbrea michieana (F.Muell.) F.Muell. è una pianta appartenente alla famiglia delle Myodocarpaceae.

## Descrizione

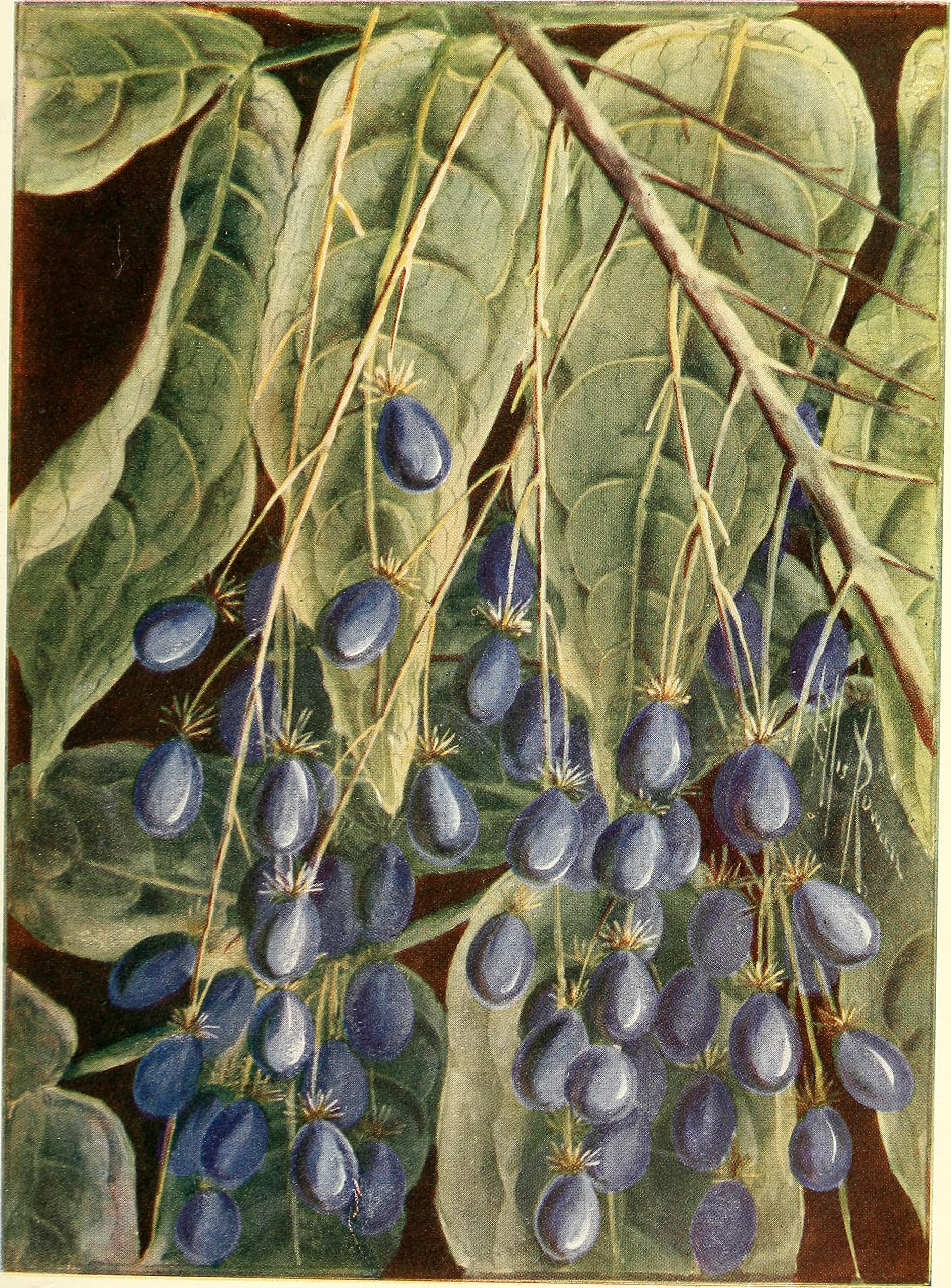
Illustrazione di D. michieana

D. michieana è un piccolo albero, il cui tronco raramente supera i 30 cm di diametro.
Le foglie sono composte: le foglioline vicino alla base della foglia composta sono di dimensioni ridotte e squamose, ma aumentano di dimensioni verso l'alto fino a raggiungere la dimensione massima verso l'apice del rachide della foglia composta.
I fiori sono raccolti in un'infiorescenza pendula e hanno petali lunghi circa 2,5-3,2 mm.
I frutti, lunghi circa 15-20 mm, sono di colore blu iridescente. Il colore brillante è dovuto a strutture nelle cellule epidermiche dei frutti che sono di uno spessore tale da interferire in modo costruttivo con la luce avente lunghezza d'onda di 420-440 nm e produrre il colore (colorazione strutturale). Tale colore può aiutare ad attrarre mammiferi e grandi uccelli frugivori in modo che possano disperdere i frutti.

## Distribuzione e habitat
D. michieana è endemica del Queensland nord-orientale (Australia) e cresce principalmente in climi tropicali stagionalmente secchi.